# Elektrodynamika
Elektrodynamika – dział fizyki zajmujący się badaniem zachowania się ciał obdarzonych ładunkiem elektrycznym, w szczególności:
- wytwarzaniem pól przez ładunki
  - polami pochodzącymi od spoczywających ładunków elektrycznych (elektrostatyka)
  - polami pochodzącymi od ładunków w ruchu (magnetyzm)
- oddziaływaniami ww. pól z ładunkami elektrycznymi (stąd człon dynamika w nazwie)

Elektrodynamikę dzieli się na dwie odrębne teorie:
- elektrodynamika klasyczna – teoria opisująca oddziaływania "przez pola", jest to teoria relatywistyczna - silnie związana z teorią względności, a zapoczątkowana przez Jamesa Maxwella. Istnieje silny związek pomiędzy elektrodynamiką klasyczną a geometrią różniczkową, rachunkiem tensorowym i teorią algebr Liego.
- elektrodynamika kwantowa – teoria opisująca oddziaływania przez wymianę nośników oddziaływań elektromagnetycznych - fotonów.

Najistotniejszą różnicą między powyższymi teoriami są odmienne formalizmy opisujące te teorie:
- elektrodynamika klasyczna – formalizm Lagrange'a i klasyczny Hamiltona,
- elektrodynamika kwantowa – formalizm Diraca.